# Церква Пресвятої Трійці (Ярославичі)
Церква Пресвятої Трійці в Ярославичах — парафія і храм греко-католицької громади Зборівського деканату Тернопільсько-Зборівської архієпархії Української греко-католицької церкви в селі Ярославичі Тернопільського району Тернопільської области.

## Історія церкви
У 1766 році в селі вже була греко-католицька парафія і дерев'яна церква, яка згоріла. У 1924 році на місці теперішнього кладовища збудували нову дерев'яну церкву, але її спіткала та ж доля — вона згоріла у 1944 році під час Другої світової війни. У селі також був костел, який частково обгорів, але його міцні кам'яні стіни збереглися. Громада села на чолі з парохом Василем Кметьом обладнала в ньому церковний куточок.
Існуюча нині греко-католицька церква Пресвятої Трійці була відбудована з цього костелу силами громади у 1946—1948 роках. У 1985 році церкву розписали художники Фай та Олійник, а також встановили іконостас. Цього ж року її освятив отець Микола Головчак. За час служіння отця Євгена Мушинського придбали новий дзвін, кивот, семисвічник, престол, жертовник, тетрапод. Також було збудовано підсобне приміщення і проведено ремонтні роботи біля проборства.
До 1946 року парафія належала до УГКЦ, потім, під тиском влади, перейшла в РПЦ, а з 1991 року знову повернулася в лоно УГКЦ.
На парафії діють Вівтарна дружина та спільнота «Матері в молитві».
Збереглася фігура, збудована у 1861 році за кошти громади і освячена отцем Андрієм Гуніковським. Після 1991 року були оновлені ще дві фігури.
У 1991 році в селі насипали символічну могилу Борцям за волю України, яку вінчає великий хрест. У 2009 році родина Кубантів збудувала капличку Матері Божої, яку освятив отець Ярослав Іваніцький.

## Парохи
- о. Василь Кметь,
- о. Микола Головчак,
- о. Ярослав Іваніцький (березень 2006—червень 2011),
- о. Євген Мушинський (з липня 2011).